# Esserval-Combe
Esserval-Combe is een plaats en voormalige gemeente in het Franse departement Jura in de regio Bourgogne-Franche-Comté en telt 17 inwoners (2009). De plaats maakt deel uit van het arrondissement Lons-le-Saunier.

## Geschiedenis
De gemeente ging op 1 januari 2016 samen met de gemeente Molpré op in de gemeente Mièges.

## Geografie
De oppervlakte van Esserval-Combe bedraagt 1,7 km², de bevolkingsdichtheid is dus 10 inwoners per km².
De onderstaande kaart toont de ligging van Esserval-Combe met de belangrijkste infrastructuur en aangrenzende gemeenten.

## Demografie
Onderstaande figuur toont het verloop van het inwonertal.
Esserval-Combe · Mièges · Molpré